# Mariano Ripollés y Baranda
Mariano Ripollés y Baranda (La Almolda, 24 de febrero de 1842 – Segura de los Baños, 29 de julio de 1909) fue un jurista y político español de la Restauración, que entre otros cargos fue rector de la universidad de Zaragoza y diputado.

## Biografía
Natural de La Almolda, fue hijo de José Valero Ripollés Morata, maestro, y de Juana Baranda Andrea, hija de maestro. Tuvo un hermano, Andrés Ripollés y Baranda, que fue militar y pionero de la fotografía en España, algunas de sus obras se conservan en el Museo del Ferrocarril de Madrid.
Se trasladó a estudiar el bachillerato a Zaragoza. Continuó sus estudios en la universidad de Zaragoza, licenciándose en derecho civil y canónico en 1865 y doctorándose de ambas materias en 1868. Durante sus últimos años de estudios impartió clases por sustituciones del titular en el Instituto de Zaragoza y en cátedras universitarias y se inscribió en el Colegio de Abogados de Zaragoza y en la Academia Jurídico-Práctica Aragonesa.
Tras presentarse a varias convocatorias para una plaza de profesor universitario, obtuvo una cátedra en la universidad de Oviedo en 1874. En 1875 pasó a la universidad de Salamanca, antes de lograr volver a su alma mater zaragozana en 1879. Aunque pasó por las áreas de derecho civil, derecho romano y derecho natural, desde 1884 pasó a impartir derecho administrativo. Pese a ello es especialmente recordado en el derecho foral aragonés, sobre el que impartió múltiples ponencias y del que redactó una compilación, el Proyecto Ripollés, y recopiló tres volúmenes de jurisprudencia. Fue así uno de los principales proponentes del foralismo aragonés, que en 1880 había visto un resurgir con la celebración del Congreso de Jurisconsultos Aragoneses promovido por Joaquín Costa y al que Ripollés había asistido. Desde 1885, Ripollés pasó a presidir la Academia Jurídico-Práctica.
Desde finales de la década de 1880 fue participando en la política como parte del Partido Conservador. Fue concejal del ayuntamiento de Zaragoza y en 1891 fue elegido diputado a Cortes por Alcañiz (1891). Uno de los hitos de su actividad parlamentaria fue su defensa del proyecto del pantano de Escuriza, para fomentar el riego en su circunscripción. Tras dejar el escaño en 1893 fue gobernador civil de Guadalajara (31 de marzo de 1895) y de Cuenca (20 de noviembre de 1895), durante el octavo gobierno de Cánovas. Interrumpido por otro gobierno liberal en 1897, volvería a ser designado gobernador civil de Huesca el 7 de marzo de 1899 en el primer gobierno de Silvela.
Tras su paso por la política activa fue nombrado en 1900 rector de la universidad de Zaragoza. Entre su actividad en el periodo se recuerda su participación en la organización de los Juegos Florales de Zaragoza de 1902, su nombramiento en el consejo de instrucción pública en 1902 y su colaboración en la organización de la Exposición Pedagógica Universal de 1905. En 1902 fue asimismo brevemente nombrado gobernador civil de Teruel, pero presentó su renunció sin haber llegado a tomar posesión.
Terminó su rectorado en 1907. Falleció en 1909 en el balneario de Segura de los Baños, donde se había trasladado por motivos de salud. Fue enterrado en Albalate del Arzobispo, donde residía su hijo Mariano Ripollés Vaamonde.